# 马太福音第7章
马太福音第7章是《新约圣经·马太福音》的第七章，共29节。

## 内容
在马太福音7章，继续记载耶稣的“登山宝训”，或天国宪法。
在马太福音7章1～12节，耶稣提到关于国度待人的原则。首先说到需要活在谦卑的灵里，总是审判（论断）自己，不审判别人，因为“你们用什么审判审判人，也必受什么审判；你们用什么量器量给人，也必用什么量器量给你们”，并且要“先从你眼中去掉梁木，然后你才看得清楚，从你弟兄眼中去掉刺”。但是同时也要注意，“不要把圣物给狗，也不要把珍珠丢在猪前”，“免得它们用脚践踏珍珠，并且转过来撕裂你们”。
在马太福音7章13～29节，耶稣说到国度子民生活工作的根基。首先说到给新约时代的国度子民的新律法比旧约的律法更严格，不仅对付外面的行为，也对付里面的动机，因此所进的是窄门，然后再走一条狭路。，还要提防假先知，从他们所结的果子，而不是预言、赶鬼、行异能，认出他们来。随后耶稣运用了一个比喻：精明人把房子盖在磐石上，反之则是愚拙人，把房子盖在沙土上，经不起雨、河、风的试验。 

## 相关研究
对于7章6节的“不要把圣物给狗，也不要把珍珠丢在猪前”，不同的解经家有着相当不同的解释。有一些解经家认为这是要门徒在教训时注意分寸，不要把高尚的标准糟蹋在不能欣赏的人身上。不过也有圣经学者运用寓意解经的方法，认为圣物是代表客观的真理，而珍珠代表主观的经历，狗无蹄不倒嚼，而猪或分蹄不倒嚼，根据利未记11章，都是不洁净的动物，此处代表不洁净的人。
对于7章24-27节，有些解经家也运用寓意解经的方法进行解释，指出房子代表人的生活和工作，磐石代表基督的话，因此，精明人把房子盖在磐石上，就是把生活和工作建立在基督的话上。反之则是愚拙人，把房子盖在沙土上，经不起雨、河、风的试验，雨象征来自天上的神的试验，河象征来自地上的人的试验，而风象征来自空中的撒但的试验。与此段类似的经文可见于旧约圣经的以西结书：“因为他们使我的民走岔了，说，平安，其实没有平安；就像有人立起墙壁，他们倒抹上未泡透的灰。所以你要对那些抹上未泡透灰的人说，墙要倒塌。必有暴雨漫过；大冰雹阿，你们要降下；暴风也要吹裂这墙。这墙倒塌之后，人岂不问你们说，你们抹上未泡透的灰在那里呢？所以主耶和华如此说，我要在忿怒中使暴风吹裂这墙，在我的怒气中必有暴雨漫过，并有大冰雹在忿怒中毁灭这墙。我要拆毁你们用未泡透灰所抹的墙，拆平到地，以致根基露出；墙必倒塌，你们也必在其中灭亡；你们就知道我是耶和华。”。 
对于11节所说天父赠给人“好东西”，多数解经家未加注意，只是解释说，只要人诚心寻求，天父都会无条件地赐予。但是也有解经家参照平行章节路加福音11章13节，指出这里的“好东西”就是指“圣灵”。